# Персиановское сельское поселение
Персиановское сельское поселение — муниципальное образование в Октябрьском районе Ростовской области.
Административный центр поселения — посёлок Персиановский.

## География
Персиановское сельское поселение расположено в центральной части Октябрьского района, занимает площадь 209,3 км². Расстояние до районного центра — 25 км.

## Административное устройство
В состав Персиановского сельского поселения входят:
- посёлок Персиановский
- посёлок Кадамовский

Также к сельскому поселению относятся хутор Суворовка с населением 152 человека и посёлок Казачьи Лагери с населением 3125 человек.

## Население
| 2010    | 2012    | 2013    | 2014    | 2015    | 2016    | 2017    |
| ------- | ------- | ------- | ------- | ------- | ------- | ------- |
| 14 096  | ↘13 920 | ↗14 292 | ↗15 040 | ↘15 004 | ↗15 227 | ↘15 022 |
| 2018    | 2019    | 2020    | 2021    |         |         |         |
| ↗16 406 | ↗17 433 | ↗18 319 | ↗18 636 |         |         |         |

## Экономика
На территории поселения находится 1 промышленное предприятие, специализирующееся на ремонте сельскохозяйственной техники — ОАО «РТП Персиановское» (численность работающих 62 человека). Помимо этого, в поселении работают 2 крупных сельскохозяйственных предприятия: ФГУП «Учхоз Донское», специализирующееся на организации учебной практики студентов, производстве и реализации элитных семян растений, выращивании и реализации племенного скота (численность работников 235 человек); и ФГУСП «Кадамовское СКВО» (площадь 2222 га), специализирующееся на производстве сельскохозяйственой продукции. Из учреждений социальной сферы на территории поселения находятся 3 фельдшерско-акушерских пункта, 1 врачебная амбулатория, 1 больница, 7 образовательных учреждений (3 дошкольных образовательных учреждения, 1 основная школа, 2 полных средних школы, 1 высшее учебное заведение, 6 учреждений культуры, 7 спортивных залов, 18 спортивных площадок.

### Транспорт
Протяженность автодорог с твёрдым покрытием — 34,2 км. По территории поселения проходит газопровод среднего давления протяженностью 98 км. Газифицированы населенные пункты Персиановский — 95 %, Кадамовский — 83 %. Водоснабжением обеспечены 2 населенных пункта.
Предприятий транспорта на территории поселения нет, но проходят 6 автотранспортных пассажирских маршрута.

### Связь
На территории поселения доступны 4 оператора мобильной связи: «Билайн», «МегаФон», «МТС» и Tele2. Во всех населённых пунктах поселения имеется проводная телефонная связь ПАО «Ростелеком».